# Symfonie nr. 17 (Hovhaness)
Alan Hovhaness voltooide zijn Symfonie nr. 17 opus 202 Symphony of metal instruments in 1963.
Hovhaness heeft door zijn (studie)reizen blootgestaan aan allerlei soorten muziekstijlen. Van oorsprong Armeens en Schots bezocht hij Japan (1959 en 1963), Korea, India en andere staten om zijn muzikale kennis te verbreden. Deze symfonie komt uit een periode dat Hovhaness zich verdiept had in de Japanse muziektraditie; een ander werk uit die periode is Fantasy on Japanese Woodprints. De componist had aldaar de Gagaku-muziek bestudeerd en heeft ook geprobeerd het spelen van de Sho onder de knie te krijgen. In eerder werk ging hij terug naar de basis van de Armeense muziek; met deze compositie draaide hij opnieuw de tijd terug; de Gagaku-muziek dateert van de 8e eeuw.
In schril contrast tot deze “antieke muziekstroming” staat een (toen) zeer moderne en afwijkende instrumentatie:
- 6 dwarsfluiten
- 3 trombones
- metalen percussie-instrumenten, zoals glockenspiel, tamtam of gong en vibrafoon.

De muziek is ook modern; er zitten tal van dissonanten in de muziek, met name in de gedeelten waarbij de dwarsfluiten naar voren komen. Het is een afwisseling van monofone en dissonante muziek. Bij de dissonanten in de dwarsfluitpartij ontstaat een zweverige niet-thuis-te-brengen klank. In diezelfde gedeelten paste de componist aleatoriek toe, waardoor een maat- en ritmegevoel totaal ontbreekt. De zweverige klanken van de dwarsfluit worden afgewisseld door de stevige blaaspartijen van de trombones.
Hoe Oosters het geheel ook klinkt, de delen worden met termen uit de Westerse klassieke muziek aangeduid:
- Andante
- Lento
- Allegro
- Adagio

De titel Symphony of metal instruments gaf aan wat in deze compositie de betekenis was van het woord symfonie. Niet de compositietechniek symfonie (met doorwerking en al) wordt hier bedoeld, maar de eigenlijk betekenis: een samenklank van metalen muziekinstrumenten.

## Discografie
- Uitgave Koch International: Manhattan Chamber Orchestra o.l.v. Richard Auldan Clark; opname 1995 (niet meer verkrijgbaar)
- Diverse privé-uitgaven van amateur-orkesten